# John Hume
John Hume (Derry, Irlanda del Norte; 18 de enero de 1937-Derry, 3 de agosto de 2020) fue un político irlandés, ganador del Premio Nobel de la Paz de 1998 por sus esfuerzos para conseguir una solución pacífica para el conflicto en Irlanda del Norte.
Durante años, Hume fue miembro del Parlamento por el distrito electoral de Foyle, así como un miembro de la asamblea de Irlanda del Norte. Fue una de las figuras más importantes de la historia política moderna de Irlanda del Norte y uno de los arquitectos del proceso de paz. Es la única persona, a la fecha, que ha ganado las tres concesiones internacionales más importantes en relación con la paz del mundo: el Premio Nobel de la Paz, el Premio Gandhi por la Paz y el Premio Martin Luther King.

## Inicios
Hume nació en la ciudad irlandesa de Derry, también conocida como Londonderry, y fue educado en universidades católicas, incluso entrando en el seminario para convertirse en religioso. Sin acabar los estudios retornó a su ciudad natal, donde fue un firme impulsor de los derechos civiles en los últimos años de la década de los años 60.

## Carrera política
Gracias a su campaña a favor de los derechos civiles, Hume fue elegido miembro del Parlamento de Irlanda del Norte en 1969, llegando a ser Ministro de Comercio durante el breve gobierno de coalición de 1974. Posteriormente fue parlamentario en el Parlamento de Westminster en 1983.
En 1971 hizo una huelga de hambre en protesta por el internamiento de centenares de irlandeses republicanos sospechosos de tomar parte en la lucha violenta contra el gobierno británico.
Para que su propuesta de paz triunfara incorporó la idea de una "Irlanda consensuada", en la que deberían participar todas las partes implicadas en el conflicto norirlandés, sin renunciar a sus principios ni pasar por alto las injusticias. Entre otros logros consiguió la derogación de una disposición establecida en 1922, mediante la cual un soldado británico estaba autorizado a disparar a cualquier persona que participara en una reunión pública de tres o más personas.

### Intentos frustrados de paz 1973 y 1985
A lo largo de su carrera política vio frustradas en dos ocasiones las negociaciones de paz en Irlanda del Norte:
1. El Acuerdo de Sunningdale (1973), fracasó por la rigidez unionista.
2. Acuerdo anglo-irlandés (1985). Impulsor y cofundador del Partido Socialdemócrata y Laborista (SDLP), llegó a ser líder del partido en 1979 en sustitución de Gerry Fitt. Implicado en las "negociaciones secretas" entre el gobierno y el Sinn Féin, consiguió llevar a la mesa de negociaciones a uno de los principales partidos nacionalistas irlandeses. Hume logró el acuerdo "Anglo-irlandés de 1985", que fue rechazado por ambas partes: los republicanos y nacionalistas irlandeses por poco ambicioso y los unionistas "por haber llevado el asunto a escondidas de la población".[5]

### Acuerdo del Viernes Santo 1998
No obstante, Hume siguió negociando con el Sinn Féin, consiguiendo gracias al "Proceso Hume-Adams" un alto al fuego en 1994 por parte del IRA, que permitió llegar a los Acuerdos de Viernes Santo en 1998.
En la consecución de dicho acuerdo también influyó notablemente su actividad diplomática con la administración norteamericana. El senador Ted Kennedy, uno de sus principales aliados en el Capitolio le llamaba el senador 101.

## Premio Nobel de la Paz
Gracias a sus esfuerzos por encontrar una solución pacífica al conflicto irlandés mediante los "acuerdos Anglo-irlandeses", el "Proceso Hume-Adams" y los "Acuerdos de Viernes Santo", John Hume fue recompensado en 1998 con el Premio Nobel de la Paz por el Comité Nobel Noruego del Parlamento Noruego junto al líder unionista del Úlster, David Trimble. Un premio elogiado incluso por sus detractores y adversarios políticos, como el reverendo Ian Paisley.

## Retiro
Sus diferencias con su homólogo protestante David Trimble, le alejaron del primer gobierno norirlandés que comenzaba una nueva etapa pacífica.
El 4 de febrero de 2004, John Hume anunció su retiro total de la política, dejando a Mark Durkan como líder y sucesor del SDLP. Pero Hume y su esposa continuaron activos dando charlas públicas para promover la integración europea y acombatir la pobreza global.
John Hume falleció el 3 de agosto de 2020 a los 83 años, en su ciudad natal en una residencia de ancianos de Derry.